# Port lotniczy Srihotto
Port lotniczy Srihotto (IATA: ZYL, ICAO: VGSY) – międzynarodowy port lotniczy położony 5 mil na północny wschód od Srihotto, w Bangladeszu.

## Linie lotnicze i połączenia
| Linia Lotnicza            | Kierunek |
| ------------------------- | --- |
| Air Astra                 | 1. Dhaka |
| Biman Bangladesh Airlines | 1. Ćottogram 2. Cox’s Bazar 3. Dhaka 4. Doha 5. Dubaj 6. Dżudda 7. Londyn-Heathrow 8. Manchester 9. Medyna 10. Szardża |
| Novoair                   | 1. Dhaka |
| US-Bangla Airlines        | 1. Dhaka |